# Ala dos Namorados
Ala dos Namorados é um grupo musical português criado em 1992 por João Gil, Manuel Paulo, e João Monge, aos quais se juntou depois José Moz Carrapa. O grupo descobriu Nuno Guerreiro, num espectáculo de Carlos Paredes, tendo-o convidado para integrar o elenco.
O seu nome advém da famosa Batalha de Aljubarrota, na qual os portugueses venceram os castelhanos, em que uma das alas a favor do Reino de Portugal tinha essa designação por ser formada por combatentes ainda jovens.

## Biografia
Ala dos Namorados é criada em 1992, a partir de canções de João Gil, João Monge e Manuel Paulo. A Ala conseguiu bastante êxito nos anos 90, tendo actuado diversas vezes em festivais fora de Portugal.
Depois do lançamento do álbum Alma, Moz Carrapa deixa a banda, ficando só João Gil, Manuel Paulo e Nuno Guerreiro.
Em 1998 é apresentado o álbum Solta-se o Beijo, que chegou a disco de platina. Cristal é lançado em 2000. Este álbum foi disco de ouro. Um dos temas do álbum, o single "Fim Do Mundo (E Ao Cabo Do Teu Ser)" - um dos maiores êxitos da banda - foi utilizado como tema de génerico da telenovela Queridos Papás (2023/2024), da TVI.
Durante algum tempo os membros da banda dedicam-se a outros projectos. Em 2004 é lançado um DVD e um CD, Ala dos Namorados Ao Vivo No São Luíz.
Dá-se a saída de João Gil para formar a Filarmónica Gil. Em 2007 tendo como guitarrista Mário Delgado e com canções de João Monge e Manuel Paulo, também responsável pela produção, o grupo edita Mentiroso Normal. Em Dezembro de 2008, o grupo cessa actividade, no final de 15 anos de carreira.
No início de 2012, a propósito de um concerto à volta do trabalho do João Monge, voltaram a reunir-se, e surgiu a vontade de voltarem a tocar as canções do grupo.
Assinalaram os 20 anos do grupo, em Setembro de 2012, com um concerto no B. LEZA que teve a participação de Alexandre Frazão, Mário Delgado, Zé Nabo e Ruben Santos e ainda convidados especias como João Gil e José Moz Carrapa.
Em 2013 foi lançado o CD Razão de Ser com a regravação de vários dos seus temas mais conhecidos e que contou com a participação de alguns músicos conhecidos, como António Zambujo e Jorge Palma.
Em Dezembro de 2014 editam novo CD de originais, "Felicidade", distribuído pela Farol. Conta novamente com as letras de João Monge a que se junta uma de Carlos Tê e três de José Fialho Gouveia.
O cancioneiro da pop portuguesa de meados do século XX foi a base para a gravação do disco “Vintage” que será lançado em breve. "Olhos Castanhos", “Noites da Madeira", "Ele e Ela", "Animais de Estimação", “Cartas de Amor” ou o “Fadinho da Tia Maria Benta”, são alguns dos temas que fazem parte do imaginário colectivo dos portugueses e que a Ala dos Namorados se propôs trazer para o seu universo musical. O disco inclui quatro temas originais dentro da mesma harmonia "vintage" que será parte integrante dos concertos.
O projeto é composto atualmente apenas por Manuel Paulo, a quem se juntam outros músicos convidados.

## Discografia[1]

### Álbuns de estúdio
- 1994 - "Ala dos Namorados" (EMI)
- 1995 - "Por Minha Dama" (EMI)
- 1996 - "Alma" (EMI)
- 2000 - "Cristal" (EMI) CD e CD Duplo
- 2007 - "Mentiroso Normal" (Universal)
- 2013 - "Razão de Ser" (Farol)
- 2014 - "Felicidade" (Farol)
- 2017 - "Vintage"

### Álbuns ao vivo
- 1998 - "Solta-se o Beijo" (EMI) CD
- 2004 - "Ala dos Namorados Ao Vivo No São Luíz" (EMI) CD+DVD | CD (Warner Music Portugal)

### Singles
- 2000 - "Solta-se o Beijo" (EMI)

### Compilações
- 2004 - "Ala Dos Namorados - Grandes Êxitos" (EMI Gold)